# Monoraphidium
Monoraphidium, rod zelenih algi iz porodice Selenastraceae. Opisan je 1969. godine.

## Vrste
1. Monoraphidium affixum Hindák
2. Monoraphidium capricornutum (Printz) Nygaard
3. Monoraphidium caribeum Hindák
4. Monoraphidium carybeum Hindák
5. Monoraphidium circinale (Nygaard) Nygaard
6. Monoraphidium contortum (Thuret) Komárková-Legnerová
7. Monoraphidium convolutum (Corda) Komárková-Legnerová
8. Monoraphidium dybowskii (Woloszynska) Hindák & Komárkova Legnerová
9. Monoraphidium flexuosum Komárek
10. Monoraphidium fontinale Hindák
11. Monoraphidium griffithii (Berkeley) Komárková-Legnerová - tip
12. Monoraphidium indicum Hindák
13. Monoraphidium intermedium Hindák
14. Monoraphidium irregulare (G.M.Smith) Komárková-Legnerová
15. Monoraphidium komarkovae Nygaard
16. Monoraphidium litorale Hindák
17. Monoraphidium littorale Hindák
18. Monoraphidium longiusculum Hindák
19. Monoraphidium lunare Nygaard, J.Komárek, J.Kristiansen & O.M.Skulberg
20. Monoraphidium minutum (Nägeli) Komárková-Legnerová
21. Monoraphidium mirabile (West & G.S.West) Pankow
22. Monoraphidium nanum (Ettl) Hindák
23. Monoraphidium neglectum Heynig & Krienitz
24. Monoraphidium obtusum (Korshikov) Komárková-Legnerová
25. Monoraphidium pseudobraunii (J.H.Belcher & Swale) Heynig
26. Monoraphidium pusillum (Printz) Komárková-Legnorová
27. Monoraphidium saxatile Komárková-Legnerová
28. Monoraphidium subclavatum Nygaard
29. Monoraphidium terrestre (Bristol) Krienitz & Klein
30. Monoraphidium tortile (West & G.S.West) Komárková-Legnerová